# Massacre do Capacete
O Massacre do Capacete, também conhecido como Massacre dos Tikunas, foi o massacre ocorrido na Boca do Capacete, perto de Benjamin Constant, a 1 116 km de Manaus, em 28 de março de 1988, por madeireiros comandados por Oscar Almeida Castelo Branco. O massacre teve repercussão internacional, pois todos os mortos e feridos eram indígenas, com 4 mortos, 23 feridos e 10 desaparecidos. O massacre é também conhecido por não haver punição aos culpados.

## Antecedentes
Até a chegada dos portugueses na região, ocorrido no final do Século XVII, a região sempre foi ocupada pelos índios Tikuna, espalhados atualmente no Brasil, Peru e Colômbia.
Após a independência de Colômbia, Peru e Brasil, no início do Século XIX, eram fixados limites entre os três países não precisos, devido ao desconhecimento da área das três nações jovens.
Em 1907, Colômbia cede maior parte do leste do país ao Brasil, depois que brasileiros ocuparam partes da região e o governo colombiano não se interessou em ocupá-las. Entre as áreas cedidas aos brasileiros, estão as terras dos ticunas. Nas décadas seguintes, ocorrem os primeiros contatos entre índios e brancos, mas as ocupações ilegais das terras ticunas, por alguns brancos, provocam conflitos entre eles.
Hoje há comunidades de tikunas no Brasil (12 000), Peru (5 000) e Colômbia (4 000), num total de cerca de 21 000 pessoas vivendo na região dos rios Amazonas e Solimões. Este povo, também designado por Tikuna, Tukuna ou Maguta, possui uma língua própria, o tikuna.

## Estopim
Por conta dos conflitos entre nativos e ocupantes, que aumentou a partir dos anos 70, a Fundação Nacional do Índio (Funai) anuncia, no início dos anos 80, que as terras tikunas serão demarcadas. O anúncio provocou reações dos posseiros e madeireiros locais, entre eles Oscar Almeida Castelo Branco, maior vendedor das madeiras da região. As ameaças dos posseiros e madeireiros contra os índios tikunas começaram aumentar.
No começo de 1988, a Funai anuncia que as terras tikunas estão demarcadas, e ordenou quem estiver ocupado nas terras a sair, mas os posseiros e madeireiros se recusaram a fazê-lo nas proximidades do Benjamim Constant. Os índios tikunas marcaram assembleia para 28 de março, sobre as terras demarcadas, e denunciaram que desde que a Funai anunciou a demarcação, estão sendo ameaçados de morte. Após marcarem assembleia, Oscar Castelo Branco e os 14 homens planejam plano de impedir a reunião, arranjando armas de fogo.

## Massacre
No dia da assembleia, 28 de março, enquanto tikunas se reuniram para debater a demarcação de terras, o grupo de 15 homens armados, liderado por Oscar Castelo Branco com rostos escondidos e roupas camufladas, invadiram atirando, matando e ferindo mais de 50 indígenas reunidos na Boca do Capacete, poucos quilômetros de Benjamin Constant. Os tikunas não esboçaram reação por estarem desarmados.
O ataque aconteceu durante uma reunião entre os tikunas das comunidades de Bom Pastor, São Leopoldo, Porto Espiritual e Novo Porto Lima, na localidade conhecida como Boca do Capacete. A comunidade tikuna estava reunida, esperando a volta de dois de seus chefes que haviam ido pedir ajuda à Funai, diante das ameaças a suas terras, feitas pelo madeireiro Oscar Castelo Branco.
Para evitar que os corpos fossem achados, alguns foram jogados no Rio Solimões, mas não contavam que 23 feridos escaparam do local e foram internados nos hospitais da região.

## Notícia
Não demorou à notícia correr, e emissoras de rádios e TVs na cidade noticiaram o “Massacre na Boca do Capacete” no mesmo dia, e rádios e tevês de todo o Brasil passaram noticiaram o massacre.
Em 29 de março, a Polícia do Amazonas chegava ao local, encontraram 4 mortos perto do local do massacre, e tikunas feridos afirmaram em depoimento que há alguns mortos no local e como não foram encontrados, a polícia suspeitava que alguns corpos foram jogados no Rio Solimões, e começaram buscas de feridos e mortos. No mesmo dia que se realizavam as buscas, os órgãos de defesa dos indígenas no exterior divulgaram notas de revolta de massacre.
Em 30 de março, divulgam que foram 4 mortos, 10 desaparecidos e 23 feridos, totalizando 37 tikunas, após os depoimentos dos sobreviventes. Entre os mortos, 5 crianças. Eles apontam que 14 pessoas, todos homens, participaram do massacre, e acusam Oscar Castelo Branco como responsável, já que é o que mais ameaçava os indígenas.

## Investigações
Na primeira entrevista de Oscar Castelo Branco, em abril de 1988, deixou claro o desprezo aos indígenas: "Tudo armação da Funai, pois nem mesmo em Capacete eu estava, quando isto ocorreu eu estava em Manaus".
Apesar de que foram identificados todos os assassinos, os acusados entraram com várias apelações para não serem presos, incluindo Oscar Castelo Branco.

### Do "homicídio" ao "genocídio"
Até 1994, o crime foi tratado como homicídio, mas mudou quando um recurso do Ministério Público Federal fez com que o caso passasse a ser julgado como genocídio.

### Prisões
Em 25 de junho de 1998, foram emitidos mandados de prisão contra os réus deste processo, depois dos adiamentos.
Em julho de 1998, foram emitidos mandados de detenção dos acusados, mas os polícias federais enviados não conseguiram localizá-los.
Em setembro do mesmo ano, os acusados foram declarados foragidos, por não terem comparecido em uma audiência. Foram nomeados 5 advogados para defendê-los e apresentarem as alegações preliminares.
Em 30 de abril de 1999, o Delegado Regional de Polícia informava que 6 dos réus haviam sido detidos, entre eles o acusado mandante do crime. Nos meses seguintes, eram presos outros 9 envolvidos.

## Julgamento
13 anos após o massacre, em 18 de maio de 2001, Oscar Castelo Branco foi condenado como mandante do crime pela 1ª Vara da Justiça Federal em Manaus, com sentença da juíza Jaíza Maria Pinto Fraxe.
Havia outros 14 réus, dos quais 13 foram condenados a penas que variavam entre 15 e 25 anos de prisão.
Entanto, em 4 de novembro de 2004, foi absolvido pelo Tribunal Regional Federal o madeireiro Oscar de Almeida Castelo Branco. As penas de outros 5 condenados como executores do genocídio foram reduzidas de períodos que variavam de 15 a 25 anos para 12 anos e, por unanimidade, a redução foi estendida aos outros acusados que não apelaram de sua sentença ou que desistiram das apelações.
A decisão foi tomada pela 3ª Turma do Tribunal Regional Federal (TRF) da 1ª Região, que é responsável pelo estado do Amazonas, em 27 de outubro.

## Críticas
A demora nas investigações e julgamento deste caso demonstra falta de vontade das autoridades em investigar e punir os assassinatos de indígenas, o mesmo se passando com as mortes de líderes dos trabalhadores rurais, de sindicalistas e de religiosos, em que alguns casos foram mesmo provados a cumplicidade das autoridades brasileiras. Nos mais de 1 600 casos ocorridos, de 1964 a 2000, apenas 1% dos indiciados foram efetivamente julgados. O contraste é flagrante, quando se nota que os raros assassinatos de fazendeiros e grandes proprietários são rapidamente investigados e punidos.